# Oddone di Mâcon
Oddone, Eudes in francese, Otó in catalano e Odo in latino (inizio secolo IX – dopo l'870), fu Conte di Mâcon e di Varais, dall'863, all'870.

## Origine
Secondo LES FAMILLES NOBLES DU ROYAUME, DU DUCHÉ ET DU COMTÉ DE BOURGOGNE ET DE FRANCHE-COMTÉ : LES COMTES DE MACON, Oddone era figlio di Arduino.

Secondo invece la Histoire de Mâcon du IXème au XIIIème, Oddone era stato conte di Troyes, quindi era il Robertingio, Oddone I di Troyes.

## Biografia
Per il figlio di Arduino non si hanno informazioni.

Per il Robertingio, Oddone vedi Biografia.

## Matrimoni e discendenza
Per il figlio di Arduino non si conoscono né il nome né gli ascendenti di un'eventuale moglie, e neppure una eventuale discendenza.

Per il Robertingio, Oddone vedi Matrimonio e discendenza.